# Ulla von Brandenburg
Ulla von Brandenburg (1974) er en tyskfødt kunstner, som bor og arbejder i Berlin. Hendes arbejde er karakteriseret ved en mangeartet sammensætning af materialer, herunder forhæng, kostumer, rekvisitter og iscenesatte miljøer. Hendes værker har været vist på Contemporary Arts Center, New Orleans, Pérez Art Museum Miami, Miami, Kunsthal Aarhus, Performa 15, New York, Pilar Corrias, London. I 2017 var hendes udstilling It Has A Golden Sun And An Elderly Grey Moon, Part I & I i Kunsthal Aarhus var en del af Europæisk Kulturhovedstad.